# وولفرام كايزر
وولفرام كايزر (بالألمانية: Wolfram Kaiser)‏ هو مؤرخ ألماني، ولد في 1 مايو 1966.